# Serbische Fußballnationalmannschaft/Olympische Spiele
Die serbische Nationalmannschaft hatte ihr Debüt nach der Auflösung von Serbien und Montenegro auf der olympischen Bühne bei den Spielen im Jahr 2008. Seitdem nahm bislang noch keine weitere Mannschaft an einem olympischen Turnier teil.

## Ergebnisse bei den Olympischen Spielen

### Vor 2008
Nachdem aus der Serbisch-montenegrinischen die serbische U-21-Mannschaft wurde, hatte die Mannschaft erst nach der U-21-Europameisterschaft 2006 ihr erstes offizielles Spiel. Damit hatte die Mannschaft gar nicht die Möglichkeit sich zuvor schon für eine Austragung der Olympischen Spiele zu qualifizieren.

### 2008
Bei der U-21-Europameisterschaft 2007 gelang der Einzug ins Finalspiel, wo man dann aber mit 1:4 den Niederlanden unterlag. Trotzdem bekam damit der nationale Verband einen Startplatz bei dem Fußballturnier der Spiele 2008.
Hier traf man in der Gruppenphase auf Argentinien, die Elfenbeinküste und Australien. Im ersten Spiel gelang ein 1:1 gegen Australien, jedoch wurden die beiden anderen Partien darauf folgend verloren. So reichte es mit einem Punkt nur für den vierten und letzten Platz in der Gruppe.

### Seit 2008
Seitdem gelang es der U-21-Mannschaft mehrmals sich für die Endrunde bei einer Europameisterschaft zu qualifizieren. Jedoch ging es hier bislang seitdem nie über die Vorrunde hinaus.